# Ляо Силун
Ляо Силун (род. в июне 1940 года) — китайский военачальник, генерал-полковник, член Центрального военного совета.
Член КПК с февраля 1963 года, член ЦК КПК 15, 16, 17 созывов.
С января 1959 года в рядах НОАК.
Окончил основной факультет Военной академии НОАК (1981).
С 1985 года заместитель, в 1995-2002 годах командующий Военным округом Чэнду. В 1986 году обучался в Университете национальной обороны НОАК, в 1999-2001 годах обучался социологии в Пекинском университете.
С 2002 года начальник Главного управления тыла НОАК.